# Rodrigues Alves (Acre)
Rodrigues Alves, amtlich Município de Rodrigues Alves, ist eine Kleinstadt im brasilianischen Bundesstaat Acre. Sie ist von dessen Landeshauptstadt Rio Branco 626 km entfernt. Die Bevölkerung wurde 2024 auf 15.537 Einwohner geschätzt, die Rodriguesalvenser genannt werden.

## Toponymie
Namenspatron des Ortes ist der fünfte Präsident der Republik Brasilien Francisco de Paula Rodrigues Alves.

## Geographie
Rodrigues Alves liegt am linken Ufer des Rio Juruá. Das Terrain ist hügelig und liegt auf einer Höhe von etwa 200 Metern. Mit Cruzeiro do Sul und Mâncio Lima bildet sie ein Städtedreieck. Landschaft und Klima sind die des Amazonischen Regenwaldes. Das Gebiet ist von „Igarapés“, darunter dem Igarapé 13 de maio, durchzogen, das sind kleinere Flüsse und Kanäle im Urwald. Im Süden grenzt das Gemeindegebiet an Peru, mit dem es eine Grüne Grenze bildet.

Schutzgebiete im westlichen Acre

Das Munizip teilt sich mit den Städten Cruzeiro do Sul, Mâncio Lima, Marechal Thaumaturgo und Porto Walter den 8466,33 km² großen 1989 gegründeten Nationalpark Serra do Divisor, von dem 13,45 % auf Rodrigues Alves fallen.

## Geschichte
Das Territorium von Rodrigues Alves ist traditionelles indigenes Siedlungsgebiet von Nawas (Náuas) um die Seringal Buritizal herum. Ende des 19. Jahrhunderts hatten sich dort Kautschukzapfer (seringueiros) niedergelassen, um Gummi, das Hauptprodukt der Region, einzusammeln. Anfang des 20. Jahrhunderts war dort das Kautschuksammellager Seringal Florianópolis bekannt, aus dem die Colônia Rodrigues Alves wurde und 1940 rund 25 Familien umfasste, die von Kautschuksammeln, Landwirtschaft und Subsistenzwirtschaft lebten. Politisch war das Territorium Cruzeiro do Sul und Mâncio Lima unterstellt. 1960 hatte die Firma Petrobrás Ölprobebohrungen vorgenommen. 1991 erfolgte eine Volksabstimmung über den zukünftigen Status und nach Wahlen zum Bürgermeisteramt und zu den Stadtverordneten wurde das Dorf am 28. April 1992 ausgegliedert und zum selbstverwaltenden Munizip als Município de Rodrigues Alves erhoben. Abweichend vom 28. April wird das Stadtfest jeweils am 28. Juli mit traditionellen Umzügen gefeiert.

## Stadtverwaltung
Stadtpräfekt (Bürgermeister) ist nach der Kommunalwahl 2016 mit 5007 Stimmen Sebastião Souza Correia von dem Partido do Movimento Democrático Brasileiro (PMDB).

## Bevölkerung
Die Bevölkerung betrug nach der Volkszählung des IBGE von 2022 14.938 Einwohner. Die Zahl wurde vom IBGE 2024 auf 15.537 Bewohner geschätzt.
Sie verteilte sich im Jahr 2010 auf 4315 Personen (29,99 %) im besiedelten Ortsbereich und auf 10.074 Personen (70,01 %) im weiträumigen ländlichen und Waldbereich.
Ethnische Gruppen nach der statistischen Einteilung des IBGE (Stand 2010 mit 14.389 Einwohnern):
| Gruppe                | Anteil | Anmerkung                         |
| --------------------- | ------ | --------------------------------- |
| Pardos (Mischrassige) | 10.601 | (Mulatten, Mestizen)              |
| Pretos                | 609    | (Schwarze)                        |
| Brancos               | 3.025  | (Weiße, Nachfahren von Europäern) |
| ohne Angabe           | 154    |                                   |

### Bevölkerungsentwicklung
Quelle: IBGE (Angaben für 1996, 2007 und 2024 sind lediglich Schätzungen, für 2000 liegen unterschiedliche Zahlen vor). 43,01 % der Bevölkerung waren 2010 Kinder und Jugendliche bis 15 Jahre.

## Wirtschaft
| Anteile am BIP     | Anteile am BIP | Anteile am BIP | Anteile am BIP | Anteile am BIP |
| ------------------ | -------------- | -------------- | -------------- | -------------- |
| Sektor             |                |                |                | Tsd. Real      |
| Landwirtschaft     | Landwirtschaft |                | 49.634         | 49.634         |
| Dienstleistung     | Dienstleistung |                | 15.991         | 15.991         |
| Industrie          | Industrie      |                | 6.509          | 6.509          |
| Quelle: IBGE, 2014 |                |                |                |                |

Der Index der menschlichen Entwicklung für Städte, abgekürzt HDI (portugiesisch: IDH-M) lag 1991 bei dem sehr niedrigen Wert von 0,245, im Jahr 2010 bei dem als niedrig eingestuften Wert von 0,567.

## Infrastruktur
Die diagonale Bundesstraße BR-364 verbindet westlich mit Peru, östlich mit der 626 km entfernten Hauptstadt Rio Branco. Die BR-364 überquert den Rio Juruá, jedoch müssen Fahrzeuge mangels einer Brücke mit einer Fähre übergesetzt werden. In dem nahen Cruzeiro do Sul befindet sich der nächstgelegene internationale Flughafen Aeroporto Internacional de Cruzeiro do Sul. Die übrigen Teile des Gemeindegebietes sind überwiegend entlang der Gewässer mit Booten erreichbar.

## Bildung
Rodrigues Alves hatte 1991 eine Analphabetenquote von 61,5 %, die sich bei der Volkszählung 2010 bereits auf 41,1 % reduziert hatte.
Das IBGE gibt 2018 den Bestand von 61 Grundschuleinrichtungen und 11 mittleren Schuleinrichtungen an.

## Religionen
| Anzahl            | Religionsgemeinschaft      |
| ----------------- | -------------------------- |
| 9.125             | römisch-katholisch         |
| 4.188             | evangelisch-protestantisch |
| 7                 | Spiritualisten             |
| Quelle: IBGE 2010 |                            |

Größte Religionsgemeinschaft bilden die Anhänger der römisch-katholischen Kirche in Brasilien, gefolgt von Anhängern des evangelisch-protestantischen Glaubens. Rodrigues Alves gehört zum Bistum Cruzeiro do Sul.